# Acartauchenius minor
Acartauchenius minor é uma espécie de aranhas da família Linyphiidae encontradas na Itália. Foi descrita pela primeira vez em 1979.